# جشنواره
جشنواره یا فستیوال (به فرانسوی: Festival) به روز یا دوره‌ای از جشن‌ها یا آیین‌ها، یا به تعدادی از رویدادهای فرهنگی (مانند نمایش و بررسی فیلم‌ها) که در یک مکان خاص رخ می‌دهد گفته می‌شود. جشنواره از دل جشن بیرون آمده‌است و ریشه‌های آن به دوران باستان بازمی‌گردد و بیشتر جنبه مذهبی داشته‌است و به مرور زمان جنبه‌های دیگری نیز یافته‌است و امروزه در بیشتر جشنواره‌ها جنبه‌های هنری و فرهنگی چشمگیر است.

## ریشه‌شناسی
یک. واره یعنی نوبت، مرتبه - به قول رودکی سمرقندی: گـُـل دگر ره به گلستان آمد/ واره باغ و بوستان آمد
واره وقتی به آخر اسم ملحق شود معانی مختلفی پیدا می‌کند از جمله " نوبت شادی "
دو. جـَشن یعنی مجلس شادمانی، محفل نشاط - ضیافت - سُرور و شادی.
جشنواره یا فستیوال برگزاری مراسمی است که برگزارکنندگانش می‌خواهند اتفاق خوشایندی که مثلاً سال پیش در عرصه‌های مختلف علمی، هنری، فرهنگی، صنعتی و نظایر آن (دولاب شهراد)
، امسال مورد معرفی و تجلیل و تمجید قرار دهند. سخنرانان جشنواره می‌توانند در باب موضوع جشنواره صحبت کنند با این تفاوت که مطالب باید به‌سوی معرفی و تجلیل و تمجید میل داشته باشد. در برخی دیگر از جشنواره‌ها به بزرگداشت یا تجلیل از محصولی خاص پرداخته می‌شود یا با معرفی جوایزی فصلی برای تشویق عموم در شرکت و مشارکت در رویداد خاصی تلاش می‌شود.

## انواع جشنواره

### جشنواره‌های فیلم
در سال ۱۹۳۲ در دوران حکومت موسولینی در ایتالیا برای اولین بار نمایشگاهی به نام «نمایشگاه بین‌المللی هنر سینما» در شهر ونیز تشکیل گردید بعد از جنگ جهانگیر اخیر یعنی در سال ۱۹۴۶ فستیوال سالیانه‌ای در شهر کان فرانسه ایجاد گردید، که امروزه یکی از مشهورترین فستیوالهای سینمایی جهان محسوب می‌گردد. امروزه فستیوالهای سینمایی زیادی در دنیا تشکیل می‌گردد و دارای اهمیت بین‌المللی می‌باشند و برخی از آن‌ها عبارت‌اند از:
- جشنواره فیلم فجر: در ایران
- جشنواره فیلم کن: در فرانسه
- جشنواره فیلم ونیز: در ایتالیا
- جشنواره فیلم کارلوواری: در چکسلواکی
- جشنواره فیلم ادینبورک: منحصربه فیلم‌های مستند و کوتاه در انگلستان
- جشنواره فیلم لوکارنو: در سویس
- جشنواره جشنواره‌ها: در تهران
- جشنواره فیلم برلین: در آلمان
- جشنواره فیلم ماردل پلاتا: در آرژانتین
- جشنواره فیلم سن سباستین: در اسپانیا
- جشنواره فیلم بروکسل: در بلژیک
- جشنواره فیلم تور: در فرانسه
- جشنواره فیلم آنتیب: در فرانسه
- جشنواره فیلم برگامو: در ایتالیا
- جشنواره فیلم اس بی اس: در کره جنوبی
- جشنواره فیلم مونترال: در کانادا
- جشنواره فیلم پدر سینمای هنری:در هند

### جشنواره موسیقی
- جشنواره موسیقی فجر: در ایران

### جشنواره تئاتر
جشنواره تئاتر فجر: در ایران

### جشنواره‌های معلولین
جشنواره‌های معلولین رویدادهای فرهنگی و هنری ویژه‌ای هستند که با هدف نمایش و تقدیر از توانمندی‌ها و استعدادهای افراد دارای معلولیت برگزار می‌شوند. این جشنواره‌ها شامل بخش‌های متنوعی همچون هنرهای تجسمی، موسیقی، تئاتر، فیلم، و ادبیات می‌باشند و فرصتی فراهم می‌آورند تا افراد دارای معلولیت بتوانند آثار و استعدادهای خود را به نمایش بگذارند. همچنین، این جشنواره‌ها به افزایش آگاهی و حساسیت جامعه نسبت به مسائل و حقوق معلولین کمک می‌کنند و بستری مناسب برای تعامل و تبادل تجربه‌ها و دانش میان افراد و نهادهای مرتبط با این حوزه ایجاد می‌نمایند. هدف اصلی از برگزاری این جشنواره‌ها، ترویج فرهنگ و هنر معلولین و تقویت حضور آن‌ها در جامعه است.
برخی از نمومه جشنواره های معلوین در ایران عبارتند از:
- جشنواره بین المللی همام: در ایران

## اطلاع‌رسانی جشنواره‌ها
- پایگاه خبری کنفرانس نیوز
- جوایز نیوز